# Angie Turner King
Pour les articles homonymes, voir King.
Angie Lena Turner King (9 décembre 1905 - 28 février 2004) est une chimiste, mathématicienne et enseignante américaine. King est professeure de chimie et de mathématiques à la West Virginia State High School et professeure de chimie et de mathématiques au West Virginia State College (aujourd'hui West Virginia State University) à l'Institut.
Née dans la communauté minière isolée d'Elkhorn (en), dans le comté de McDowell, en Virginie occidentale, en 1905, elle a une enfance difficile après la mort de sa mère alors qu'elle a huit ans. King est diplômée du lycée à 14 ans en 1919 et étudie au Bluefield Colored Institute (aujourd'hui Bluefield State College (en)) avant d'être transférée à West Virginia State (alors connue sous le nom de West Virginia Collegiate Institute). Elle y est diplômée cum laude en 1927 avec un Bachelor of Science en chimie et mathématiques. King commence sa carrière dans l'éducation à la West Virginia State High School, le lycée laboratoire de l'État de Virginie-Occidentale ; elle poursuit des études supérieures pendant les étés à l'Université Cornell, où elle obtient une maîtrise en chimie physique en 1931.
Après avoir enseigné au lycée pendant huit ans, King devient professeure agrégée au West Virginia State College et rénove son laboratoire pour améliorer la qualité de la recherche scientifique de ses étudiants. Après le déclenchement de la Seconde Guerre mondiale, elle enseigne la chimie aux soldats de l'unité du programme de formation spécialisée de l'armée (ASTP) de WVS. King fréquente ensuite l'Université de Pittsburgh, où elle devient docteure en enseignement général en 1955. Elle encadre plusieurs étudiants notables, dont l'entomologiste et activiste Margaret S. Collins (en), la mathématicienne Katherine Johnson et Jasper Brown Jeffries du Manhattan Project. King préside la division des ressources naturelles et des mathématiques du West Virginia State College avant de prendre sa retraite du collège en 1980. Elle continue à vivre sur le campus de l'État de Virginie-Occidentale après sa retraite et, en 1992, l'école lui décerne un doctorat honorifique.

## Formation
Angie Lena Turner King (née Turner) est née dans la communauté minière de charbon isolée d'Elkhorn, dans le comté de McDowell, en Virginie occidentale, le 9 décembre 1905,,. Elle est la fille de William Turner et de son épouse, Laura King Turner, originaires de Virginie,. King a deux frères et sœurs : Sylvia et Irving. Elle est la petite-fille d'esclaves de Virginie, qui ont reçu une terre, un bœuf et une cabane en rondins après leur émancipation,. Elle a une enfance difficile ; sa mère décède quand elle a huit ans, et elle est envoyée vivre avec sa grand-mère maternelle à la peau claire, qui la désigne avec un terme péjoratif en raison de son teint plus foncé,. King vit finalement avec son père, qui est analphabète et l'encourage à réussir à l'école ; son père décède le 8 novembre 1927, après avoir été renversé par une voiture minière,,.
Elle obtient son diplôme d'études secondaires à 14 ans en 1919,. En raison des bonnes notes de King au lycée, ses professeurs l'encouragent à aller à l'université,. Elle fréquente le Bluefield Coloured Institute (aujourd'hui Bluefield State College) à Bluefield avant d'être transférée au West Virginia Collegiate Institute (aujourd'hui West Virginia State University) à Institute (en),. King occupe plusieurs emplois, notamment celui de serveuse et de plongeuse, en tant qu'étudiante, pour payer ses frais de scolarité et ses dépenses,. En 1927, elle est diplômée avec distinction de l'État de Virginie-Occidentale, avec un Bachelor of Science en chimie et mathématiques,,. Lorsque King obtient son diplôme, sa ville natale est répertoriée sous le nom d'Eckman.

## Carrière
King commence sa carrière dans l'éducation en tant qu'instructrice de chimie et de mathématiques à la West Virginia State High School, le lycée laboratoire de l'État de Virginie-Occidentale,,. Pendant les étés, elle fréquente l'université Cornell et paye ses propres frais de scolarité,. La thèse de King en chimie à Cornell porte sur « L'interaction entre les solutions d'acide tannique et d'oxyde ferrique hydraté »,. Elle obtient une maîtrise en chimie physique de Cornell en 1931,,. King est active dans les activités étudiantes et dirige la pièce de théâtre du lycée "The Ghost Parade" de Katharine Kavanaugh (en), en 1935. Elle enseigne à la West Virginia State High School pendant huit ans, jusqu'à ce qu'on lui propose un poste d'enseignante en tant que professeur agrégé au West Virginia State College,. King rénove immédiatement son laboratoire pour s'assurer que ses étudiants sachent « à quoi ressemble un vrai laboratoire »,. Elle continue à soutenir les activités étudiantes en tant que professeure et elle est la marraine du corps professoral du chapitre Nu de West Virginia State de la sororité Alpha Kappa Alpha. Au cours de l'été 1939, King suit des cours d'études supérieures en éducation à l'Université de Chicago.
Après le déclenchement de la Seconde Guerre mondiale, West Virginia State reçoit une unité du programme de formation spécialisée de l'armée (Army Specialized Training Program (en), ASTP) en 1943 et 1944,. King, l'un des instructeurs de WSU pour les soldats de l'ASTP, enseigne la chimie,. L'ASTP est créé en réponse à la crainte que la guerre n'entraîne une pénurie de diplômés universitaires nécessaires comme officiers militaires après la guerre. WSU est l'un des six collèges et universités historiquement noirs à avoir reçu une unité ASTP.
King fréquente l'Université de Pittsburgh au début des années 1950, devenant docteur en philosophie en enseignement général en 1955,,,. Sa thèse est intitulée Une analyse des premiers manuels d'algèbre utilisés dans les écoles secondaires américaines avant 1900,,. La thèse de maîtrise et la thèse de doctorat de King sont ses seules recherches publiées.
Tout en enseignant au West Virginia State High School et au West Virginia State College, King encadre l'entomologiste et activiste Margaret S. Collins (en), la mathématicienne Katherine Johnson (un sujet de Hidden Figures) et Jasper Brown Jeffries du Manhattan Project,. Dans le West Virginia State High School Reunion Booklet, 27 anciens élèves ont choisi King comme professeur préféré ; au moins 20 de ces étudiants ont terminé leurs études supérieures. Katherine Johnson la cite comme une influence au lycée et à l'université et décrit King comme « un merveilleux professeur, brillant, attentionné et très rigoureux »,. King enseigne la géométrie à Johnson au lycée et les mathématiques au collège et continue à encourager Johnson dans ses études de mathématiques.

## Fin de vie et mort
En 1969, King préside la division des ressources naturelles et des mathématiques du West Virginia State College. Au cours des années 1970, elle se rend en Afrique pour visiter des missions presbytériennes et obtenir des informations sur la condition des femmes au Zaïre, au Kenya et en Éthiopie ; elle fait une présentation sur « Le statut des femmes en Afrique de l'Est » à la branche de Lewisburg de l'Association américaine des femmes universitaires en 1974. King préside la Commission du gouverneur de Virginie-Occidentale sur le statut de la femme, et s'entretient avec Gloria Steinem lors d'une conférence sur les femmes des Appalaches au Morris Harvey College en 1975. Elle prend sa retraite de WSU en 1980 et continue à vivre sur le campus après sa retraite,. En 1992, l'école décerne à King un doctorat honorifique en droit. Elle meurt à l'Institut le 28 février 2004.

## Vie privée

### Mariage et famille
King épouse Robert Elemore King le 9 juin 1946 à l'Institut,. Elle et son mari ont cinq filles, que King élève tout en travaillant et en poursuivant ses études de troisième cycle. Robert meurt en 1958.

### Affiliations et récompenses
King est rédactrice en chef du West Virginia State College Alumni Bulletin, un périodique bimensuel de l'association des anciens élèves de WSU. En 1954, elle est la première ancienne élève de l'année de WSU,,. King est membre de l'Association américaine des femmes universitaires, en tant que deuxième vice-présidente et présidente de la division de Virginie occidentale,. Elle est vice-présidente de la région centrale de la société d'honneur Beta Kappa Chi et devient rédactrice en chef du Beta Kappa Chi Bulletin en 1962. En 1966, Beta Kappa Chi remet à King le prix du service distingué de la société. Elle est membre de l'American Chemical Society, de la West Virginia Academy of Science et de l'American Association of University Professors (en). En 1972, King est élue au conseil d’administration de la West Virginia Coalition for Clean Air. Elle est membre ordinaire de l'Association des présidents des missions mondiales de l'Église presbytérienne aux États-Unis, présidente de la mission et des relations œcuméniques de l'Église presbytérienne de Guyandotte et ancienne de l'Église presbytérienne de Dunbar.
King est membre fondateur du chapitre Alpha Omicron Omega de la sororité Alpha Kappa Alpha, organisée en octobre 1929 à l'Institut et agréée le 7 novembre de la même année. Le chapitre est fondé en tant que chapitre diplômé d'Alpha Kappa Alpha dans la région du Charleston -Institute. Elle est présidente du chapitre Alpha Omicron Omega de 1935 à 1937 et elle est honorée par Alpha Kappa Alpha avec une citation de sororité en 1968.